# Dírná
Dírná település Csehországban, a Tábori járásban. Dírná Přehořov, Mezná, Pluhův Žďár, Záhoří, Doňov, Višňová, Třebějice, Budislav, Katov és Chotěmice településekkel határos. Lakosainak száma 418 fő (2024. január 1.).

## Népesség
A település lakosságának változását az alábbi diagram mutatja:
| Lakosok száma | 1380 | 1278 | 1230 | 854  | 557  | 406  | 408  | 397  | 386  | 418  |
|               | 1869 | 1900 | 1921 | 1961 | 1980 | 2011 | 2016 | 2019 | 2021 | 2024 |